# 熱海ゴルフ倶楽部
熱海ゴルフ倶楽部（あたみゴルフくらぶ）は、静岡県熱海市伊豆山に広がるゴルフ場である。

## 概要
熱海ゴルフ倶楽部は、1939年（昭和14年）5月28日、9ホールで開場した。戦時下に造られた最後のゴルフコースで、静岡県で開場されたゴルフ場では「川奈ホテルゴルフコース」に次いで第2番目で、全国では第30番目に歴史あるゴルフ場である。
1941年（昭和16年）12月、太平洋戦争が始まり、 1942年（昭和17年）、横須賀海軍陸戦隊に接収され、砲台基地とされた。1944年（昭和19年）、経営難になり、コースは、岩崎精一郎の「株式会社熱海ゴルフ」に譲渡された。 1945年（昭和20年）8月、終戦を迎え、3ホールが芋畑になった。 1946年（昭和21年）、米国第8軍に接収され9ホールで復活した。 1952年（昭和27年）5月、講和条約発効により返還され、三井グループの保養地となったが、2003年（平成15年）7月「株式会社熱海ゴルフ」が経営することになった。 
熱海ゴルフ倶楽部は、コースから相模湾、大島、初島や熱海市街を見渡すことが出来る。 コース設計を赤星四郎が行い、コースの施工は、人力だけによるコース造成で、モッコとツルハシを使った手作りのコースで、地形を活かし起状に富んでおり、アリソンバンカーが待ち構え、挑戦意欲を感じさせるレイアウトになっている。
また、静岡県下で赤星四郎が設計したコースは、「熱海ゴルフ倶楽部」（1939年（昭和14年）開場）、「富士カントリークラブ」（1958年（昭和33年）開場）、「御殿場ゴルフ倶楽部」（1971年（昭和46年）開場）、「伊豆にらやまカントリークラブ」（1982年（昭和57年）開場、東・中コース）など4コースがある。

## 歴史
- 1939年（昭和14年）5月 - 9ホール規模のコース開場、同年、12ホール増設
- 1941年（昭和16年）12月 - 太平洋戦争勃発
- 1942年（昭和17年） - コースが横須賀海軍陸戦隊に接収され砲台基地となる
- 1944年（昭和19年） - 経営困難になり、「株式会社熱海ゴルフ」に譲渡される
- 1945年（昭和20年）8月 - 終戦、3ホールが芋畑となる
- 1946年（昭和21年） - 米国第8軍スペシャルサービスに接収され9ホールで復活
- 1952年（昭和27年）5月 - 講和条約発効により返還、三井グループの保養地となる
- 2003年（平成15年）7月 - 運営会社が「株式会社熱海ゴルフ」となる[2]

## 所在地
〒413-0002 静岡県熱海市伊豆山1171番地

## コース情報
- 開場日 - 1939年5月28日
- 設計者 - 赤星 四郎
- コースタイプ - 山岳コース
- コース - 9ホールズ、パー33、2,234ヤード、コースレート72.3
- グリーン - 2グリーン、ベント（ペンクロス）、コーライ
- プレースタイル - 乗用カート(5人乗り)リモコン式、キャディ・セルフ選択可
- 休場日 - 年中無休[3][4]

| HOLE NO.       | 1   | 2   | 3   | 4   | 5   | 6   | 7   | 8   | 9   | TOTAL |
| -------------- | --- | --- | --- | --- | --- | --- | --- | --- | --- | ----- |
| Par            | 3   | 3   | 3   | 4   | 3   | 4   | 5   | 5   | 3   | 33    |
| A Green (Yard) | 128 | 208 | 165 | 290 | 90  | 221 | 488 | 475 | 168 | 2,233 |
| B Green (Yard) | 110 | 210 | 143 | 300 | 100 | 226 | 498 | 495 | 152 | 2,234 |
| H.D.C.P        | 6   | 2   | 7   | 4   | 9   | 8   | 1   | 3   | 5   | -     |

## ギャラリー
- コース - [5]
- ハウス - [6]

## 交通アクセス
鉄道
- JR東海道新幹線 - 熱海駅よりタクシー 約10分

道路
- 小田原厚木道路 - 小田原西ICより 26km
- 東名高速道路 - 厚木IC[7]

## エピソード
- 「熱海ゴルフ倶楽部」の発起人には、大谷光明、赤星四郎などの「東京ゴルフ倶楽部」のコース設計に携わった名前が並ぶなど、東京ゴルフ倶楽部朝霞コースの代替コースだったという説がある[8]。
- 「熱海ゴルフ倶楽部」が、なぜ、9ホール規模のゴルフ場なのかについてだが、別荘販売でコースを増設する試みであったそうで、時代のためか計画は成功しなかった[8]。
- 1939年（昭和14年）、12ホールが開場とき、作家の邦枝完二は、雑誌『ゴルフ』誌に書いている、「12ホールのうち、ショートホールが6ホールある、バーディチャンスが待っている様なものだ」と嬉しそうに言った[8]。
- 1939年（昭和14年）、開場された当時、雑誌『ゴルフ』誌には、「グリーンフィ300円、日祭日500円。一口百坪の豪華な庭園付きゴルフ村分譲」の、開場記念の広告が掲載された[8]。

## 関連文献
- 『別冊週刊サンケイ』、「山と海に囲まれて(熱海ゴルフ倶楽部) 益子隆夫」、東京 サンケイ新聞出版局、1964年10月
- 『月刊ゴルフマネジメント 9月17(142) 』、「熱海ゴルフ倶楽部代表取締役社長 メンバーシップの在り方を問う」、東京 一季出版、1996年9月
- 『全国ゴルフ・コース案内 関東篇 第2集』、「熱海ゴルフ倶楽部」、水谷準著、東京 ベースボール・マガジン社、1961年
- 『ゴルフ場ガイド 東版』、2006-2007、「熱海ゴルフ倶楽部（静岡県）」、東京 ゴルフダイジェスト社、2006年5月
- 『美しい日本のゴルフコース BEAUTIFUL GOLF CULTURE IN JAPAN 日本のゴルフ110年記念 ゴルフは日本の新しい伝統文化である』、ゴルフダイジェスト社「美しい日本のゴルフコース」編纂委員会編、「熱海ゴルフ倶楽部」、東京 ゴルフダイジェスト社、2013年12月